# 惠特菲爾德 (密西西比州蘭金縣)
惠特菲爾德（英語：Whitfield）是位於美國密西西比州蘭金縣的非建制地區。

## 歷史
惠特菲爾德的郵局於1935年設立，其後於1994年停運。

## 地理
惠特菲爾德所處的海拔為高於海平面94米（即308英呎），而該地所採用的時區為UTC-6，即北美中部時區（CST）。同時該地設有夏令時間，為UTC-6調快一小時，即UTC-5（CDT）。